# Paradigma de apoyos
El paradigma de apoyos o modelo de apoyos es un enfoque emergente de intervención social, educativa, laboral y sanitaria dirigido a lograr la inclusión de las personas que presentan algún tipo de hándicap en su condición personal, relacional, física, etc. Está directamente relacionado con el paradigma de calidad de vida, y viene a dejar atrás el enfoque que promueve la utilización de «servicios basados en instituciones». El paradigma de apoyos parte de la idea de que la discapacidad "no es algo fijo o dicotómico, sino que es fluida, continua y cambiante de acuerdo con las limitaciones funcionales de la persona y de los apoyos disponibles en su entorno".

## Punto de partida
El punto de partida de este paradigma es la idea de que la respuesta social, política, educativa y sanitaria hacia las personas con discapacidades intelectuales y del desarrollo debe respetar en la mayor medida posible su derecho de vivir la vida que ellos elijan y de tener una buena calidad de vida. Esto conlleva un profundo replanteamiento que opere cambios en las prácticas profesionales, redefinición de las organizaciones y elaboración de nuevas políticas sociales, orientadas todas ellas a proveer de los apoyos necesarios para realizar este fin, en vez de suplantar las posibilidades y capacidades de estas personas.
Es decir, convierte la discapacidad no tanto en un problema de la persona que la padece sino de la sociedad en la que vive. Una sociedad inclusiva que respete la diversidad y a la vez está atenta a las necesidades presentes en las personas, concebirá la intervención, más que como una acción meramente asistencial, como un rasgo esencial de su propia dinámica.
Se parte, pues, no tanto de los déficits como de las fortalezas de estas personas para potenciarlas, introduciendo en el medio social los cambios y los elementos de apoyo necesarios para que lleven una vida plena. De esta manera, se disminuyen las limitaciones funcionales de las personas proporcionando intervenciones, servicios o apoyos que se centran en las conductas adaptativas, el estatus comunitario y el bienestar personal.
El financiamiento individualizado, un término genérico para describir los métodos de apoyo a la discapacidad que son financiados de forma individual, provee un presupuesto personal a los discapacitados con el objetivo de facilitar su autodirección, empoderamiento, independencia y calidad de vida.
Una revisión sistemática de 73 estudios realizados a lo largo de 25 años en Europa, Estados Unidos, Canadá y Australia, concluyó que el financiamiento individualizado tiene efectos positivos en la calidad de vida y la sensación de seguridad de los discapacitados. Por su parte, existe menos evidencia acerca del impacto por funcionamiento físico, las necesidades insatisfechas y la eficiencia de costos.